# Liste der Naturdenkmale in Lampertheim
Die Liste der Naturdenkmale in Lampertheim nennt die im Gebiet der Stadt Lampertheim im Landkreis Bergstraße in Hessen gelegenen Naturdenkmale.

## Liste
| Bild | Bezeichnung                                | Ortsteil, Lage                              | Beschreibung | Art           | Nr.       |
| ---- | ------------------------------------------ | ------------------------------------------- | --- | ------------- | --------- |
| BW   | Schwarzpappelallee (Populus nigra)         | Rosengarten 49° 38′ 29,2″ N, 8° 22′ 42,6″ O | Allee zwischen Wormser Straßen- und Eisenbahnbrücke. Aufgrund außergewöhnlicher Länge und besonderer Baumstärke geschützt.       | Schwarzpappel | 431.13-52 |
| BW   | 2 Platanen (Platanus acerifolia x hybrida) | Rosengarten 49° 37′ 58″ N, 8° 22′ 56,3″ O   | Aufgrund außergewöhnlicher Stärke und Schönheit geschützt sowie landeskundlicher Wert als Fährbäume. An der Wormser Rheinbrücke. | Platane       | 431.13-53 |
| BW   | Feldulme (Ulmus carpinifolia)              | Rosengarten 49° 38′ 18,5″ N, 8° 22′ 49,3″ O | Am Rheinaltarm bei Wehrzollhaus. Aufgrund außergewöhnlicher Stärke, Schönheit und Seltenheit der Baumart geschützt.              | Feldulme      | 431.13-54 |